# Leiopotherapon macrolepis
Leiopotherapon macrolepis és una espècie de peix pertanyent a la família dels terapòntids.

## Descripció
- Pot arribar a fer 15 cm de llargària màxima (normalment, en fa 10).[5][6][7]

## Reproducció
Hom creu que, probablement, té lloc durant l'estació seca.

## Alimentació
És omnívor i la seua dieta inclou crustacis i peixets.

## Hàbitat
És un peix d'aigua dolça, bentopelàgic i de clima tropical (15°S-16°S).

## Distribució geogràfica
Es troba a la conca costanera septentrional de l'oest d'Austràlia: els rius Prince Regent i Roe.

## Observacions
És inofensiu per als humans.